# Hirnrinde

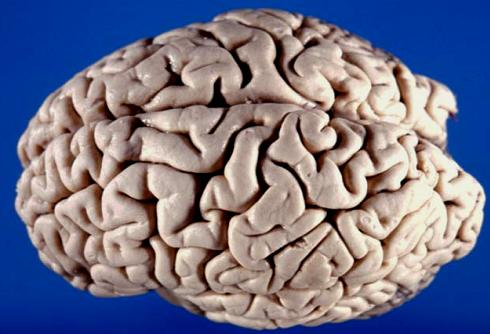
Abb. 1. Konvexer lateraler Teil des menschlichen Hirnmantels von außen gesehen

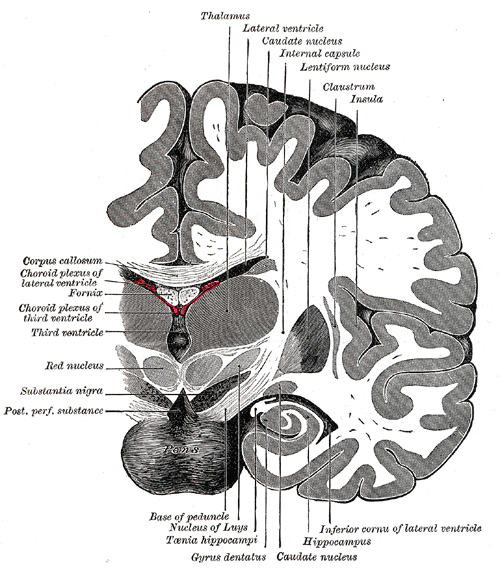
Abb. 2. Koronarschnitt durch das Gehirn unmittelbar vor der Brücke: Basalganglien und Hirnventrikel werden von weißer und grauer Substanz ummantelt

Die Hirnrinde – auch Kortex oder Cortex (lateinisch cortex ‚Rinde‘), Hirnmantel oder Pallium (lateinisch pallium ‚Mantel‘) – ist eine Ansammlung von Nervenzellen, die sich als dünne Rindenschicht am äußeren Rand des Groß- und Kleinhirns befindet. Die Großhirnrinde heißt lateinisch Cortex cerebri, die Kleinhirnrinde Cortex cerebelli.

## Großhirn
Der Hirnmantel des Großhirns besteht von außen gesehen aus einem konvexen lateralen Teil und aus einem planen medialen Anteil. Dieser stellt die Innenseiten beider Hemisphären dar, enthält also diejenigen Teile des Hirnmantels, welche die Fissura longitudinalis bilden. Der Übergang vom konvexen in den planen Anteil wird von der Mantelkante gebildet, die z. B. bei der Aufsicht auf beide Gehirnhälften erkennbar ist (Abb. 1.).
Die Hirnrinde ist jedoch nicht nur makroskopisch sichtbar, sondern vor allem auch ein mikroskopisch definierbarer Hirnabschnitt. Die Hirnrinde enthält vornehmlich „graue Nervenzellen“ (Substantia grisea) an der Oberfläche des Hirnorgans (die geschlängelten, dunkelgrau gezeichneten Randzonen in Abb. 2; vgl. auch Hirnrindenkarte). Die Dicke der grauen Substanz schwankt zwischen 1,5 und 4,5 mm. Im Gegensatz dazu enthalten die tieferen Hirnabschnitte den weißen Markmantel (Substantia alba). Dieser „weitere Mantel“ wird bisweilen auch Marklager genannt. Es besteht vorwiegend aus den langen Nervenzellfortsätzen, den Neuriten. Der graue und der weiße Mantel umhüllen gemeinsam die Stammganglien und die Ventrikel.

## Kleinhirn
Die Verhältnisse von Mark und Rinde sind hier prinzipiell ähnlich, jedoch ist die Zeichnung der Verteilung von Mark und Rinde durch den Lebensbaum (Arbor vitae) zu veranschaulichen.